# Voronkî, Rozdolne
Voronkî (în ucraineană Воронки) este un sat în comuna Zîmîne din raionul Rozdolne, Republica Autonomă Crimeea, Ucraina.

## Demografie
Componența lingvistică a localității Voronkî
     Tătară crimeeană (41,27%)
     Ucraineană (30,95%)
     Rusă (27,78%)
Conform recensământului din 2001, nu exista o limbă vorbită de majoritatea populației, aceasta fiind compusă din vorbitori de tătară crimeeană (41,27%), ucraineană (30,95%) și rusă (27,78%).